# Dammyren
Dammyren är en sjö i Sunne kommun i Värmland och ingår i Göta älvs huvudavrinningsområde. Sjön har en area på 0,0968 kvadratkilometer och ligger 187,2 meter över havet. Sjön avvattnas av vattendraget Brattaälv.

## Delavrinningsområde
Dammyren ingår i det delavrinningsområde (664096-133639) som SMHI kallar för Mynnar i Rottnen. Medelhöjden är 278 meter över havet och ytan är 34,14 kvadratkilometer. Det finns ett avrinningsområde uppströms, och räknas det in blir den ackumulerade arean 43,19 kvadratkilometer. Brattaälv som avvattnar avrinningsområdet har biflödesordning 4, vilket innebär att vattnet flödar genom totalt 4 vattendrag innan det når havet efter 330 kilometer. Avrinningsområdet består mestadels av skog (83 procent). Avrinningsområdet har 0,79 kvadratkilometer vattenytor vilket ger det en sjöprocent på 2,3 procent.